# راي فريدريك
راي فريدريك هو لاعب هوكي الجليد كندي، ولد في 31 يوليو 1929 في فورت فرانسيس في كندا، وتوفي في 23 أغسطس 2001.

## وصلات خارجية
- راي فريدريك على موقع دوري الهوكي الوطني (الإنجليزية)
- راي فريدريك على موقع قاعة مشاهير الهوكي (لاعب أن.إتش.أل) (الإنجليزية)
- راي فريدريك على موقع EliteProspects.com (الإنجليزية)
- راي فريدريك على موقع HockeyDB.com (الإنجليزية)
- راي فريدريك على موقع Hockey-Reference.com (الإنجليزية)